# La tomba (racconto)
La tomba è un racconto dell'orrore scritto da Howard Phillips Lovecraft nel giugno 1917, ma pubblicato solamente nel 1922; è la prima opera narrativa adulta prodotta dall'autore.

## Trama
Jervas, all'età di 10 anni, nel fondo di un burrone boscoso vicino alla sua casa, ha incontrato le Driadi guardiane degli alberi. Sbirciando le loro danze frenetiche grazie ai raggi della luna calante, ha scoperto l'ingresso del mausoleo appartenente alla famiglia Hyde, il cui palazzo situato nelle vicinanze era stato bruciato molti anni prima. L'ingresso è chiuso con un lucchetto e Jervas tenta di forzarlo, ma senza riuscirvi; dopo molta fatica inutile, scoraggiato, si addormenta davanti alla tomba.
Ispirato dalla lettura appena fatta delle Vite parallele di Plutarco, che narra di Teseo bambino che non riusciva a smuovere la grande roccia sotto alla quale avrebbe dovuto trovare i segni del proprio destino, decide di attendere con pazienza, finché non sarà giunto per lui il tempo predestinato per poter accedere nella cripta. Verrà a sapere che i suoi antenati materni hanno mantenuto una leggera parentela con gli Hyde e ciò stimola ancor più il suo desiderio di varcare la soglia proibita.
Una notte, alcuni anni più tardi, si addormenta ancora una volta accanto al mausoleo; risvegliatosi improvvisamente, quand'è oramai tardo pomeriggio, gli pare di scorgere una luce attraverso una fessura della porta socchiusa, che però subito si spegne all'interno dei recessi della cripta. Tornato svelto a casa, in preda a una ispirazione, sale in soffitta. All'interno di una cassa marcita recupera la chiave del lucchetto che gli aveva precluso, fino a quel momento, l'accesso al luogo proibito. Una volta all'interno, tra le altre bare, ne trova una vuota con scritto, nella lapide, il proprio nome.
Da quel giorno in avanti, va a dormire nella bara vuota ogni notte, pur essendo consapevole del fatto di venire spiato da un vicino di casa. Sviluppa inoltre una paura del tutto irrazionale nei confronti del tuono e del fuoco. Una notte però, mentre si sta avvicinando alla tomba, vede che il palazzo degli Hyde è ritornato in vita e, al suo interno, vi è una festa in corso, a cui egli si unisce. Del tutto inaspettatamente un fulmine colpisce il palazzo, che comincia così a bruciare.
Jervas perde conoscenza, dopo aver creduto di esser avvolto anche lui dalle fiamme e ridotto in cenere. Si risveglia nel seminterrato del palazzo distrutto, urlante, in lotta contro due uomini che cercano di trattenerlo, con il padre che assiste impassibile. Viene trovata una piccola scatola d'epoca, riportata alla luce dalla recente tempesta: all'interno si trova la miniatura di porcellana raffigurante un giovane ragazzo con le iniziali JH. Jervas vede nell'immagine un'esatta riproduzione del proprio volto.
Comincia così a dire in modo sconnesso che ha dormito all'interno della tomba; a sentir queste parole, suo padre, addolorato per l'instabilità mentale del figlio, afferma che non può esser riuscito ad entrare nel mausoleo, in quanto il lucchetto - intatto - è arrugginito, quindi è impossibile aprirlo. Jervas viene immediatamente rinchiuso in manicomio, e dichiarato ufficialmente pazzo.
Hiram, servitore che nonostante tutto è rimasto fedele a Jervas, si reca su ordine del padrone ad esplorare la tomba: dopo aver rotto il lucchetto ed esser sceso con una lanterna nelle oscure profondità, ritorna a informare Jervas che effettivamente vi ha rinvenuto una bara vuota, con su scritto il suo nome. Rassicurato, Jervas gli dice che lì dovrà essere sepolto da morto.